# Ľudovít Linczényi
Ľudovít Linczényi (4. srpna 1909 Veľká Poloma – 3. dubna 1981 Mnichov) byl slovenský a československý politik a poválečný poslanec Ústavodárného Národního shromáždění za Demokratickou stranu. Po roce 1948 žil v exilu.

## Biografie
Byl synem evangelického faráře. Po studiích pracoval až do druhé světové války jako středoškolský pedagog v Kežmarku a Michalovcích. Pak byl zbaven oprávnění pro výkon učitelské profese. Působil jako vychovatel v Baťových závodech ve Svitu. Aktivně se podílel na Slovenském národním povstání.
V srpnu 1945 byl delegáty národních výborů zvolen za poslance Slovenské národní rady. Zasedal zde do roku 1946. V parlamentních volbách v roce 1946 se stal členem Ústavodárného Národního shromáždění za Demokratickou stranu. V parlamentu setrval do konce funkčního období, tedy do voleb do Národního shromáždění 1948.
Po únorovém převratu v roce 1948 byla Demokratická strana proměněna na Stranu slovenské obrody jako satelitní formaci závislou na KSČ. Linczényi patřil mezi skupinu funkcionářů Demokratické strany, kteří odešli do emigrace. Byl členem Rady svobodného Československa, od roku 1956 působil v rozhlasové stanici Svobodná Evropa.